# Гланцова змия
Гланцовата змия (Arizona elegans) е вид змия от семейство Смокообразни (Colubridae), единствен представител на род Гланцови змии (Arizona). Видът е възникнал преди около 0,0117 млн. години по времето на периода кватернер и не е застрашен от изчезване.

## Разпространение и местообитание
Разпространен е в Мексико и САЩ.
Обитава райони с умерен климат, национални паркове, песъчливи и гористи местности, сухи и пустинни области, склонове, поляни, ливади, храсталаци, дюни, савани и крайбрежия.

## Описание
Максималната регистрирана продължителност на живот на тези змии е 19,1 години. Популацията на вида е стабилна.

## Класификация
Вид Гланцова змия
- Подвид Arizona elegans arenicola Dixon, 1960
- Подвид Arizona elegans candida Klauber, 1946
- Подвид Arizona elegans eburnata Klauber, 1946
- Подвид Arizona elegans elegans Kennicott, 1859
- Подвид Arizona elegans expolita Klauber, 1946
- Подвид Arizona elegans noctivaga Klauber, 1946
- Подвид Arizona elegans occidentalis Blanchard, 1924
- Подвид Arizona elegans pacata Klauber, 1946
- Подвид Arizona elegans philipi Klauber, 1946